# オールトン (イリノイ州)
オールトン（英語: Alton）は、アメリカ合衆国イリノイ州のマディソン郡にある都市。ミシシッピ川に面しており、ミズーリ州の大都市セントルイスの北に位置する。2010年に行われたアメリカ合衆国国勢調査では、人口は27,865人だった。セントルイス都市圏のメトロ・イースト地区に含まれる。

## 歴史
オールトンは1837年にミシシッピ川の河岸として設立された。当時は水運がアメリカの主要交通機関であり、町は商業、工業の中心地となり急成長した。人口規模と経済力はセントルイスと競合できるほどだった。
オールトンの住宅の多くの街区は、川沿いで栄えたオールトンの街の最盛期の繁栄ぶりを今に伝える（19世紀後半頃の英国のヴィクトリア朝期に流行った建築様式を模倣してアメリカ国内で盛んに建てられたという）アン女王様式で建てられている。商業地区の丘の上にあるいくつかの石造の教会と立派な市庁舎もまた、最盛期のオールトンの街の豊かさを表している。丘の上の多くの住宅からは、ミシシッピ川を一望に眺めることが出来る。広大な農業地域にあるため、農作物の集散地としても機能した。

### オールトン前史
オールトンの都市に相当する地域は、19世紀にヨーロッパ系アメリカ人によって近代的町並みの建設が始まる前、先住民達が何千年にも渡る期間、生活していた。史実は、イリニウェク (Illiniwek) またはイリノイ連合と呼ばれる先住民の部族がヨーロッパ人との接触を持った頃に、その部族がこの地域を占領していたことを伝えている。初期の先住民の村落は、考古学的遺物や先史時代に近くの崖面に描かれた鳥の壁画として有名なピアサの近くにあった。この壁画についての初めての文献上での記述は、1673年にフランス人の宣教師で神父であったジャック・マルケットによるものである。

### 19世紀
オールトンは、1818年にルーファス・イーストンによってその開拓が始まり、彼の息子の名前から市の名前が付けられている。イーストンは、ミシシッピ川を渡ってミズーリ州側の川岸に旅客をフェリーで運搬する事業を始めた。オールトンは、イリノイ川、ミシシッピ川、ミズーリ川と3つの重要で航行可能な河川の合流点の真ん中に位置している。オールトンは、河川の水運業の要所の市という産業上の特色を生かして、発展していった。河岸から急勾配で上がると、大きなコンクリート製の穀類用サイロと地域で生産された穀物の出荷・供給を助ける為に19世紀から20世紀に建設された鉄道の線路が設置されている。商業地区の至る所にれんが造りの商業ビルがある。かつて操業していたいくつかのれんが工場の跡が点在し、オールトンはまだれんがで舗装された通りが著しく多い。歴史ある商業地区のようなオールトンの低い地域が浸水して、洪水の被害が集中している。別の日の洪水の水位は、河岸のアーガシー・カジノの近くにあるアーデント・ミルズの一部となっている大きな穀物のサイロまで水で浸かった。
イリノイ州は「自由州」（奴隷制を認めない州）であったので、奴隷制を認める「奴隷州」であったミズーリ州から渡って来る奴隷制廃止主義者にとってオールトンは重要な町となった。町に住む奴隷制主義者のプロ活動家と（逃亡奴隷を捕まえて奴隷主に返還することを生業としている）スレイヴキャッチャーによって、しばしば町は襲撃されている。逃亡奴隷たちはミシシッピ川を渡ってオールトンに逃げ込み、秘密結社の地下鉄組織の「停車駅」（隠れて一時的に身を寄せる拠点のこと）を経由していって、より安全な場所へ移っていった。南北戦争前の数年間、北部への奴隷の逃亡を援助する地下鉄組織の「停車駅」に通じるトンネルや隠れ場所を備えた家が存在した。1837年11月7日、活版屋で奴隷制廃止主義者の長老派教会教役者イライジャ・パリッシュ・ラヴジョイ師が、オールトンを基盤としている印刷所の3度目となる破壊から守ろうとしてプロの奴隷制主義者の暴徒に殺された。ラヴジョイは、セントルイスで受けていた妨害から逃れる為にオールトンに移住してきた。彼は多くの奴隷制廃止主義の小冊子を印刷し、地域中に配布した。暴徒の1人が古い倉庫に侵入して放火しようとした時、ラヴジョイは1丁の拳銃だけで武装し、外に出て暴徒を阻止しようとした。プロの奴隷制主義者の男は、ラヴジョイを散弾銃で射殺した。暴徒は倉庫で暴れまわり、ラヴジョイの印刷機をミシシッピ川に放り込んだ。ラヴジョイは奴隷制廃止運動の最初の殉教者となった。

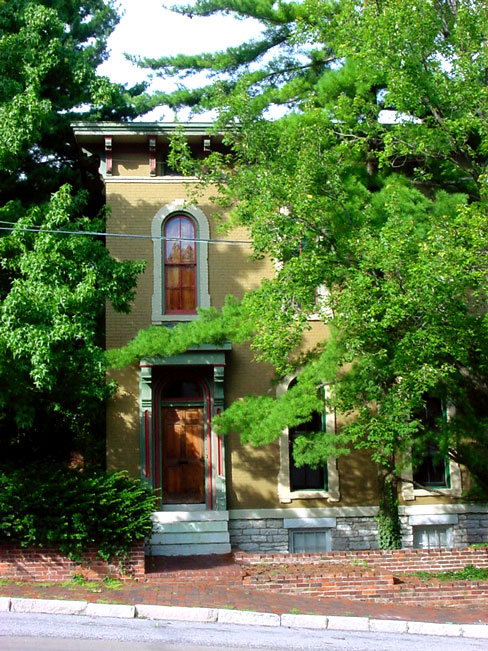
歴史あるオールトンの家

オールトンは、1857年にカトリック教会の教区の司教座が置かれた。最初の司教は、フランス出身のヘンリー・ダミアン・ジャンカーであった。新しい教区には、58の教会と18人の司祭と5万人の信徒がいた。11年後にジャンカーが亡くなった時、教会の数は125に増え、司祭は100人以上に、信徒は8万人に達した。跡を継いだのはドイツから来たピーター・ジョセフ・バルテス (1869年–1886年) とジェームズ・ライアン(1888年–1923年)であった。1923年、スプリングフィールドに司教座が移された。オールトンの教区には、常駐する司教はもはや置かれず、今日ではカトリック教会の組織名簿にオールトンの地名が入った管区名が残るのみである。オールトン司教という名目だけとなってしまった管区の司教として、ジョン・クレイトン・ニーンシュテットとジョス・イリオンドが任命されている。
1858年アメリカ合衆国上院のイリノイ州選出議員選挙に、共和党からはエイブラハム・リンカーン、民主党からは現職上院議員であるスティーブン・ダグラスが出馬して選挙戦を争うことになった。オールトンでイリノイ州内の7度目（最後）の両者の討論会（リンカーン・ダグラス論争）が、1858年10月15日に開催されている。その論争の主論点は奴隷制度に関してのものであった。オールトンの商業地区にある開催跡地には、両者の討論会開催を記念して、特大のリンカーンとダグラスの彫像が設置されている。
アメリカ合衆国内で永久的な奴隷制度廃止を保障するという内容のアメリカ合衆国憲法修正第13条の起草者の一人であるアメリカ合衆国上院議員で上院司法委員会議長でもあるライマン・トランブルは、オールトンに居を構えた。彼のオールトンでの当時の自宅が、アメリカ合衆国国定歴史建造物に登録されているライマン・トランブル・ハウスである。
南北戦争が1861年4月12日に開戦しておよそ１ヶ月後の5月10日に発生した、（ミズーリ州知事クレイボーン・フォックス・ジャクソンがその職から追われることに大きくかかわる）悪名高いキャンプ・ジャクソン事件（セントルイスの虐殺）について、オールトンは重要な役割を果たしている。ミズーリ州は武装中立の立場を採っていたが、セントルイスの武器庫をめぐる争いで、その中立の原則は試練を受けることになった。連邦政府は武器庫を守備する少数の守備隊に分遣隊、とりわけナサニエル・ライアン大尉の下の2番目の歩兵連隊から数部隊派遣して増強した。広く行きわたっている話によると、ジャクソン知事はミズーリ州の民兵に武器庫の襲撃（と、その3万9千の小銃の捕獲）を意図していたと言われる。アメリカ合衆国陸軍長官サイモン・キャメロンはライアンに弾薬の大部分をイリノイ州に引き上げることを命令した。1961年4月29日の夕方、2万1千の銃器も極秘にイリノイ州のオールトンに運ばれた。
最初の州立刑務所はオールトンに建てられた。その敷地は当初は川の数区画以内で充分であったが、その後「教会の丘」（ "Church Hill" ）の近くまで拡張した。南北戦争中、連邦軍（北軍）は南軍の捕虜や1万2千人のアメリカ連合国の関係者のいくらかをそこに収容した。1863年から1864年、伝染病の天然痘が流行り、推定1500-2200人の男性が亡くなった。オールトンの北側にある南軍の集団墓地には、伝染病で亡くなった死者の多くを埋め、そこに記念碑を建てた。しばしば南軍の囚人たちが逃亡しているが、囚人たちは奴隷州であるミズーリ州に戻ろうとミシシッピ川を渡ることを試みた。

### 20世紀
ギネスブックに8フィート11.1インチ（272 cm）の身長を持つ世界一背の高い男性として記載されたロバート・ワドローは、アッパー・オールトン（高地オールトン）として知られている場所のオークウッド墓地に埋められている。彼の墓の敷地は一般の墓の倍の面積を要した。彼の墓の棺の上に被せられた土に更に周りの地面より一段高く盛り土を施して、墓前からでもその棺のアウトラインの輪郭が視認できるようになっている為、墓地を訪れる者はその棺の大きさを目で実感することが可能である。彼の記念物として、南イリノイ大学の歯学部を横切る大学通り（ "College Avenue" ）に、等身大のブロンズ像と彼の椅子のレプリカが置かれている。
聖ジョージ殉教者の聖フランシス修道女会は、アメリカ管区の「マザーハウス」（ "motherhouse" ）というカトリック教会の宗教研究施設をオールトンに置いている。
1937年に、オールトンの2人の漁師がミシシッピ川でオオメジロザメを捕らえている。晩夏の頃、木と網で出来た罠に何かが掛かっていることに気付いた。おそらく魚が掛かっているのだろうと考え、強いワイヤー製の罠を鳥の内臓を餌に付けて仕掛けた。翌朝、体長1.52メートル、重さ38.1キログラムのサメを捕らえ、数日間、見物客の為にカルフーン魚市場で展示された。
1954年、アメリカ空軍士官学校の3ヶ所の最終選考候補地の一つに入った。最終的にはコロラド州のコロラドスプリングスが選定され、オールトンは招致できなかった。

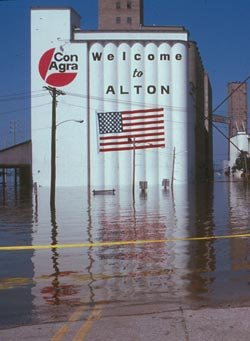
1993年にオールトンに甚大な被害をもたらした洪水の様子

オールトンはミシシッピ川からの水害を受けやすい立地条件を持っている為、1993年のアメリカ中西部大洪水での高い水位は、市に深刻な被害を与えた。洪水によりオールトンの水道の供給を止められ、街の住人は3週間以上、容器に入った水による水の供給を受けなければならなかった。セントルイスのアンハイザー・ブッシュを含む多くの地域産業が、オールトンの人々を援助する資金を寄付した。
オールトンとミズーリ州のウェスト・オールトンを繋ぐ旧クラーク橋は（片側1車線の）2車線の橋で、運転者にとって危険で緊急車両の通行の妨げとなっていた。セントルイス大都市圏で最北端にある旧クラーク橋は、1990年代に取り壊された。今のクラーク橋は、中央分離帯がある片側2車線の橋で、更に2車線の専用自転車通行レーンも備えており、1994年に開通した。1993年のアメリカ中西部大洪水の時は、建設作業は困難を極めた。賞を受賞したその斜張橋デザインは、スプリングフィールドの企業の「ハンソン・プロフェッショナル・サーヴィシズ」の技術者たちによって設計された。橋で使われているものと同一のケーブルを町中の子供たちに教育用資材として配布して、「家にケーブルを持って帰らせる」ことをさせた。川の激しい流れとはしけの往来と1993年のアメリカ中西部大洪水に対処しなければならないという難工事を伴う橋の建設の複雑作業は、ドキュメンタリー番組の「 Nova 」で、" スーパー・ブリッジ (Super Bridge) " と称えられるものであった。

## 地理
オールトンは、北緯38度54分2秒 西経90度9分35秒 / 北緯38.90056度 西経90.15972度に位置している。ミズーリ川の河口がミシシッピ川に注ぎ込む合流点にオールトンはある。オールトンのほとんどは、川の渓谷を見下ろす断崖に位置している。「ミーティング・オヴ・ザ・グレイト・リヴァーズ・シーニック・ルート (Meeting of the Great Rivers Scenic Route) 」というオールトンの河岸に沿う道路がある。合流地点の記念碑と展望タワーとして、イリノイ州ハートフォード (Hartford) 村の近くにあるミズーリ川とミシシッピ川の合流点の隣にある「合流タワー (Confluence Tower) 」が、2つの大河を見渡す景観を提供する為に建設された。この地点は、有名なルイス・クラーク探検隊の出発点として記録されている場所でもある。ミシシッピ川のメイン水路にある最新でかつ最も稼働率が多い閘門(ロック)とダムの複合構造物が、ロック・アンド・ダム・No.26である。ロック・アンド・ダム・No.26のイリノイ州側の河岸に隣接してあるのが、「国立グレイト・リヴァーズ博物館 (National Great Rivers Museum) 」で、1日数時間のダムの体験ツアーを行なっている。ミズーリ州側の河岸に隣接してある、鳥類研究家のジョン・ジェームズ・オーデュボンに因んだ「オーデュボン・センター・アット・リヴァーランズ(Audubon Center at Riverlands) 」は、ミシシッピ川とイリノイ川とミズーリ川に生息する鳥の飛行ルートが交差するミシシッピ・フライウェイの近くにあり、鳥を観察するのには世界で一番優れた場所の一つである。また、オーデュボン・センター・アット・リヴァーランズに隣接するジョーンズ合流点・ステイト・パークでは、ミズーリ川とミシシッピ川の合流点に立つことが出来る。
2010年に行われたアメリカ合衆国国勢調査によれば、オールトンの総面積は 16.736 平方マイル (43.35 km2)となっており、その内の 15.47 平方マイル (40.07 km2)が陸地面積で総面積の92.44%、1.266 平方マイル (3.28 km2)が水上面積で総面積の7.56%を占めている。
「国立グレイト・リヴァーズ博物館 (National Great Rivers Museum) 」は、新しいロック・アンド・ダム・No.26（別名「メルヴィン・プライス・ロックスアンド・ダム」）にある。ロック・アンド・ダムはツアーを開催している。その場所は、ダムより下流の川から遡上してきた魚を餌にするハクトウワシを観るお気に入りスポットとなっている。
リヴァー・ロードは、川の北側に面してグラフトン方面に向かっている。しばしばその道路は氾濫原の内側のルートをとっている。イリノイ州側の高い断崖と、ミズーリ州側のポーテイジ・デ・スー市の広大かつ平坦で農業中心の田舎の劇的な対比という光景を見ることが出来る。グレイト・リヴァー・ロードは人気のあるサイクル・ツーリング用道路である。イリノイ州の小さい町のエルサ崖沿いの狭い道の目立たない場所は、かつては泥臭くて酒浸りだった（引き船の）船頭らの隠れ家的な場所であったが、今はその地は歴史ある家々のアンティーク・ショップに刷新されている。

## 経済

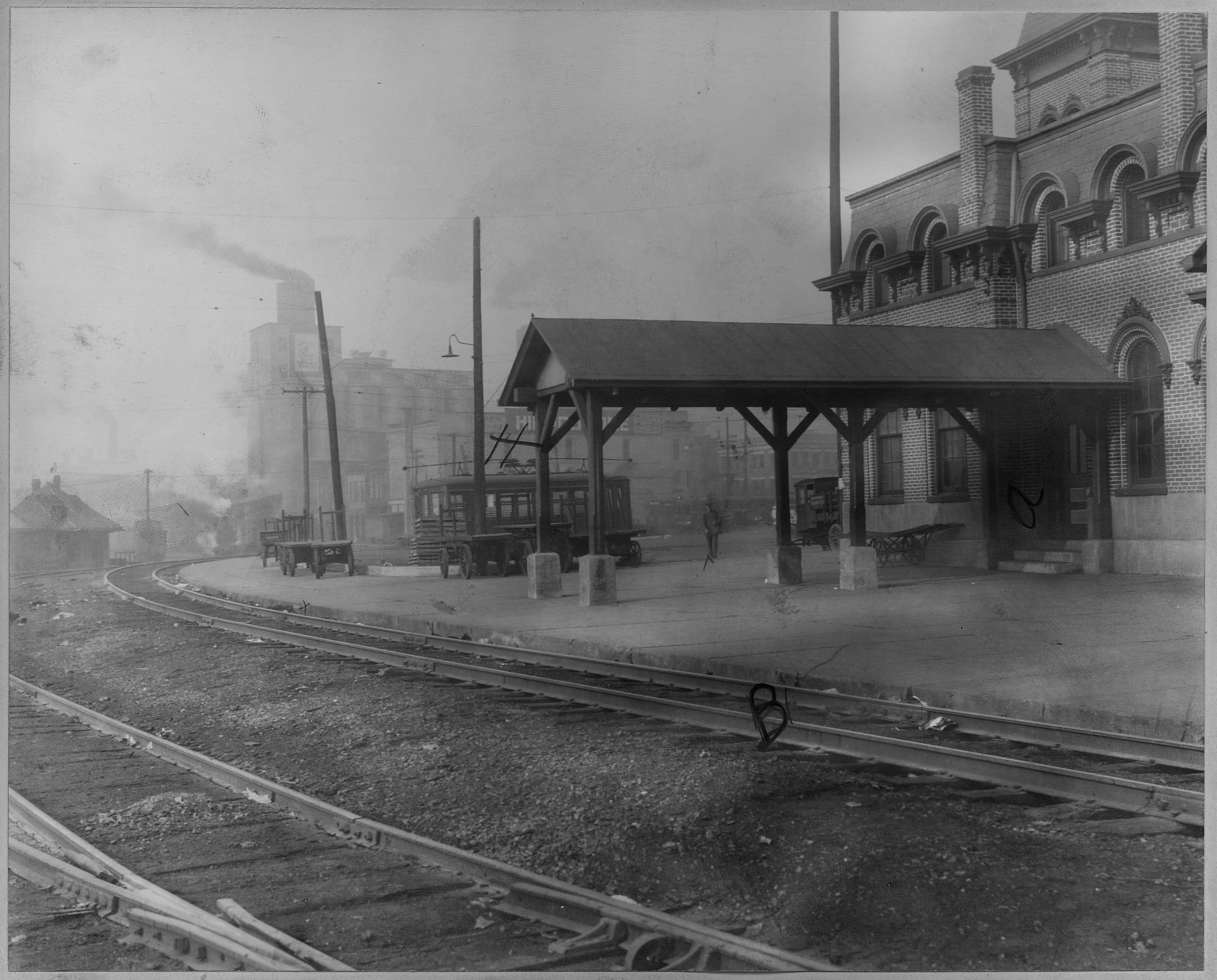
1925年のオールトン駅の様子

19世紀末から20世紀にかけて、オールトンは重工業と製造業の町となった。ラクリード・スティールは、市を代表する大きな製鉄業企業として1998年に創業された。ラクリード・スティールは2001年に破産して2003年にオールトン・スティールの社名で再出発を図っている。20世紀半ばの産業の構造改革は、オールトンに新しい変革の道を強いることになった。また、かつて世界最大のガラス製容器メーカーのオーウェンズ・イリノイや（全タイプの段ボール箱や段ボールメーカーの）オールトン・ボックス・ボード・カンパニーやその他多数の企業がオールトンを本拠として栄えていたが、今は多くがこの地を去っている。オールトンは、人気のある旅行者の旅行先として、また骨董品が集まる所として、そしてヘリテージツーリズムの対象となる歴史的建造物を生かした観光都市として進んでいく道に移行した。また、企業や休暇の静養先の為の施設も充実している。
オールトンの立地と歴史は、骨董品の買い物や史跡探訪の旅やアーガシー・カジノのギャンブルの為の目的地とさせている。他の主な娯楽施設では、（健康事業を行なう）スペンサー・トルーマン・オーリンと（イリノイ州またはセントルイス大都市圏では唯一となる）アーノルド・パーマーが設計し運営する9つのゴルフコースを持ち、素敵な食事と夜の娯楽と多くの種類から選べる多彩な朝食付き民宿やゲスト・ハウスを備える「オールトン・マリーナ」がある。『イリノイ・マガジン』誌の読者投票でイリノイ州で最高の朝食付き民宿に選ばれた "Beall Mansion An Elegant Bed & Breakfast Inn" も備えている。「中西部での結婚式の首都（米中西部における結婚に関するイベントの中心地という意味）」としてオールトンの街自体を広告し、オールトンは結婚式と披露宴及び新婚旅行で人気の場所となった。
多くの観光客は、オールトンの自然の美しさを探求しに訪れる。割合平坦な勾配で、木陰の所を選んで通行すれば家族連れが乗っても簡単に走れる専用の自転車道路は町の北のミシシッピ川沿いや石灰岩の絶壁の下に何マイルにも渡って延びている。渡り鳥の移動のシーズンの間、オールトンはミシシッピ・フライウェイの飛行ルートを移動する渡り鳥を見に来るバードウォッチャーたちが集まる。冬に来訪するバードウォッチャーたちは、イリノイの石灰岩の崖をねぐらとして川の魚を餌にするたくさんのハクトウワシの様子を見に来る。そこは「ミーティング・オヴ・ザ・グレイト・リヴァーズ・ナショナル・シーニック・バイウェイ (Meeting of the Great Rivers National Scenic Byway) 」という道路が通る場所である。そこから北に数マイル行くと、WPA時代（1935年から1943年まで）に建てられた登山客や馬乗りや使役馬の為の何マイルにも渡る山道を含むロッジと娯楽施設を備えたペール・マルケット・ステイト・パーク（マルケット神父州立公園）がある。

## 交通
ダウンタウンにあったオールトン駅は廃駅になっており、川岸の鉄道線は貨物専用になっている。1928年、郊外に新しいオールトン駅が開業した。アムトラックの列車が停車する。

## 人口統計
2000年国勢調査によれば、人口が30,496人で12,518世帯、7,648家族がオールトンに居住している。人口密度は、1平方マイル 当たり 1,949.3人 (752.8/km2) であった。13,894戸の住宅の平均密度は、1平方マイル 当たり 888.1戸(343.0/km2) であった。市の人種構成は、白人が72.32%、アフリカ系アメリカ人が24.72%、先住民（ネイティヴ・アメリカン）が0.18%、アジア系住民が0.38%、太平洋諸島系住民が0.01%、その他の地域出身者が0.68%、混血が1.71%となる。ヒスパニックまたはラティーノ系住民は、人口の1.49%を占めている。
12,518世帯の29.3%は、同居する18歳未満の子供がおり、39.3%は、夫婦で一緒に住んでいて、17.4%は夫がおらず女性が世帯主の世帯であり、38.9%は非家族世帯で、33.3%は単身世帯で、13.8%は65歳以上の老人1人暮らしの構成となっている。平均世帯構成人数は2.36人で、平均家族構成人数は3.02人となっている。
年齢別人口構成を見ると、18歳未満が25.8%、18-24歳が9.1%、25-44歳が29.1%、45-64歳が20.0%、65歳以上が16.0%となる。年齢の中央値は35歳である。性比（女性100人あたり男性の人口）は、総人口から見ると88.4となり、18歳以上の人口 から見ると83.1となる。
収入の中央値を見ると、世帯では31,213米ドルで、家族では37,910米ドルとなり、性別で見ると、男性は33,083米ドルで、女性は22,485米ドルとなる。人口1人あたり収入は16,817米ドルで、貧困線以下の割合は、対人口では約18.7%で、対家族数では約14.7%となり、18歳未満は26.8%で、65歳以上は13.2%となった。

## 文化

### 芸術
オールトンには、地元の芸術や美術教育をサポートする非営利団体で、イリノイ州芸術評議会からも一部資金援助を受ける「ジャコビー芸術センター (Jacoby Arts Center、略称：JAC、旧名：マディソン郡芸術文化振興会）」がある。JACは、ヘンリー通りとリッジ通りの間のブロードウェイ沿いにある（ジャコビー家具店がテナントとして入っている）築100年近い建物の中にある。所轄する地域は、イリノイ州の中南部17の郡である。JACは、公共のアートギャラリー、大人用や子供用の様々な媒体の美術講習、毎月のライブの音楽演奏を含んだ芸術振興計画の断固とした履行、文芸作品の直売、オールトン・読者ギルド (Alton Writers Guild) の後援の下で（詩（ポエム）の大きなコンテストである "Poetry Out Loud" の様な）高校生レベルの文芸コンテストを実施するといった芸術支援を行なっている。
オールトンには、「オールトン・シンフォニー・オーケストラ (Alton Symphony Orchestra、略称：ASO ）」がある。2011年は、ASOにとって66年目のシーズンに当たるが、米中西部で最も地域に根ざしたオーケストラの一つだと評価されている。奏者はまだ10代の若者から高齢者まで幅広い年齢層で構成されている。四季ごとのレギュラーコンサート、スタイリッシュなポップのコンサート、子供たちのコンサートを開催しており、地域社会の多様な分野に娯楽や教育の為の演奏を提供している。

### 劇場
「エクセレンス・アーツ・アンド・メディア・アカデミー (Excellence Arts & Media Academy、略称：EAMA ）」は、演出家兼芸人のジャコブ・ヘンダーソンによって2011年に設立された。EAMAの部門の一つはアメリカの中西部中のショーを製作するプロの演劇会社である。アカデミーはまた、ジャコビー・アーツ・センターやルイス・アンド・クラーク・コミュニティ大学といったオールトン内の場所で地方開催するショーを製作している。EAMAは、唯一オールトンにあるプロの演劇会社である。同社は、俳優や監督やプロデューサーを志望する者を稽古・訓練している。
1934年に地域の劇場として設立された「オールトン小劇場 (Alton Little Theater ）」は、劇的かつコミカルな演劇やミュージカルのフルシーズンプロデュースを続けている。全員がボランティアで構成されるメンバーは、くつろいだ環境で、オールトンで質の高い演劇制作を行なっている。オールトンの高校が全て学年1年を通しての同様の演劇を製作している。
1958年にソルヴェイグ・サリヴァンによって設立された「オールトン子供劇場 (Alton Children's Theater ）」は、1年を通して子供たちに生の演劇を提供している。演劇はルイス・アンド・クラーク・コミュニティ大学のハサウェイ・ホールにて上演されている。長年に渡って、オールトン子供劇場は年間最大10,000人の子供たちの為に上演してきた。プロの監督に演技指導されるボランティアで構成された全てのメンバーは、1週間に渡る公演を年間を通して行なっている。

### メディア
オールトンにある日刊新聞の「テレグラフ (The Telegraph ）」紙は、旧名は「オールトン・イブニング・テレグラフ (Alton Evening Telegraph ）」であった。テレグラフ紙は、地域のニュースだけでなく、スポーツや関連する国内ニュースを報道している。
無料の「アドヴァンテイジ・ニュース (AdVantage News ）」は、オンラインでは日刊で配信し、紙の媒体では週刊で発刊される新聞で、地域に特化した非常にローカルなニュースを取り上げることに焦点を当てている。アドヴァンテイジ・ニュースは、全住民に配布されている、オールトン地区の地元資本の新聞である。
「WBGZ 1570 AM」というオールトンを拠点とするラジオ局は、ニュースとトーク番組を放送している。何十年にも渡って、オールトンとその周辺地域をカバーしている。
オールトンはインターネットベースの地域情報源となる「Riverbender.com」を持っている。その名前の由来は、オールトンの場所がちょうどミシシッピ川が曲がる（bend）地点に位置していることから来ている。Riverbenderは、地域ニュースや国内ニュース、項目別広告、イベントスケジュール、オールトン市内のレストラン・買い物・娯楽施設のクーポン付き案内などの地域情報のポータルサイトである。2007年、オールトンの高校のスポーツの試合の生放送をインターネット上で実況した最初の会社となった。

## 教育
オールトン高校は、3つの全面コートを備える体育館と6面のテニスコートを持つ新しい公立高校である。2006年の学区のデータによれば、オールトンの学区に登録されている就学児童と学生は6,480人となる。平均的な就学期間は13.5年で、高校の卒業率は97.7%である。小学校の生徒/教師比率は 18.9 で、中学校の生徒/教師比率は 22.3 となる。オールトン高校は、数学チームと音楽の演奏で受賞歴がある。オールトン高校は、優等生育成プログラムを持っている。
オールトン中学校は、古いオールトン高校の校舎のあった場所にある。オールトン中学校は6-8学年（日本の学制では小学6年生から中学2年生の学年に相当、5-3-4制となる。 ）を受け持つ。中学校は3つの校舎、本校舎と別校舎とオーリン・ビルディングから構成される。本校舎が最も古い。その建築様式はロマネスク・リヴァイヴァル建築である。オールトン中学校はイリノイ州最大の中学校で、およそ1,500名の学生が在籍する。
学校制度は、（中学校をカバーしている）1年生から8年生まで優等生育成プログラムを持つ。このプログラムは、単に特別なプロジェクトというだけでなく、プログラムに参加する学生に広い知識を得る機会を与えるものとなっている。
フランス人の探検家で神父でもあるジャック・マルケットから名付けられたマルケット・カトリック高校は、オールトン高校と同様の学区を持つ。そのスポーツチームは、Explorers（探検家たち）と呼ばれる。
シュルトレフ大学は1827年から1957年まで、有名な軍事予備学校であったウェスタン・ミリタリー・アカデミーは1879年から1971年までオールトンにあった学校である。シュルトレフ大学のキャンパスは、現在南イリノイ大学の歯学部の敷地となっている。

## ランドマーク
- クラーク橋
- ピアサの壁画

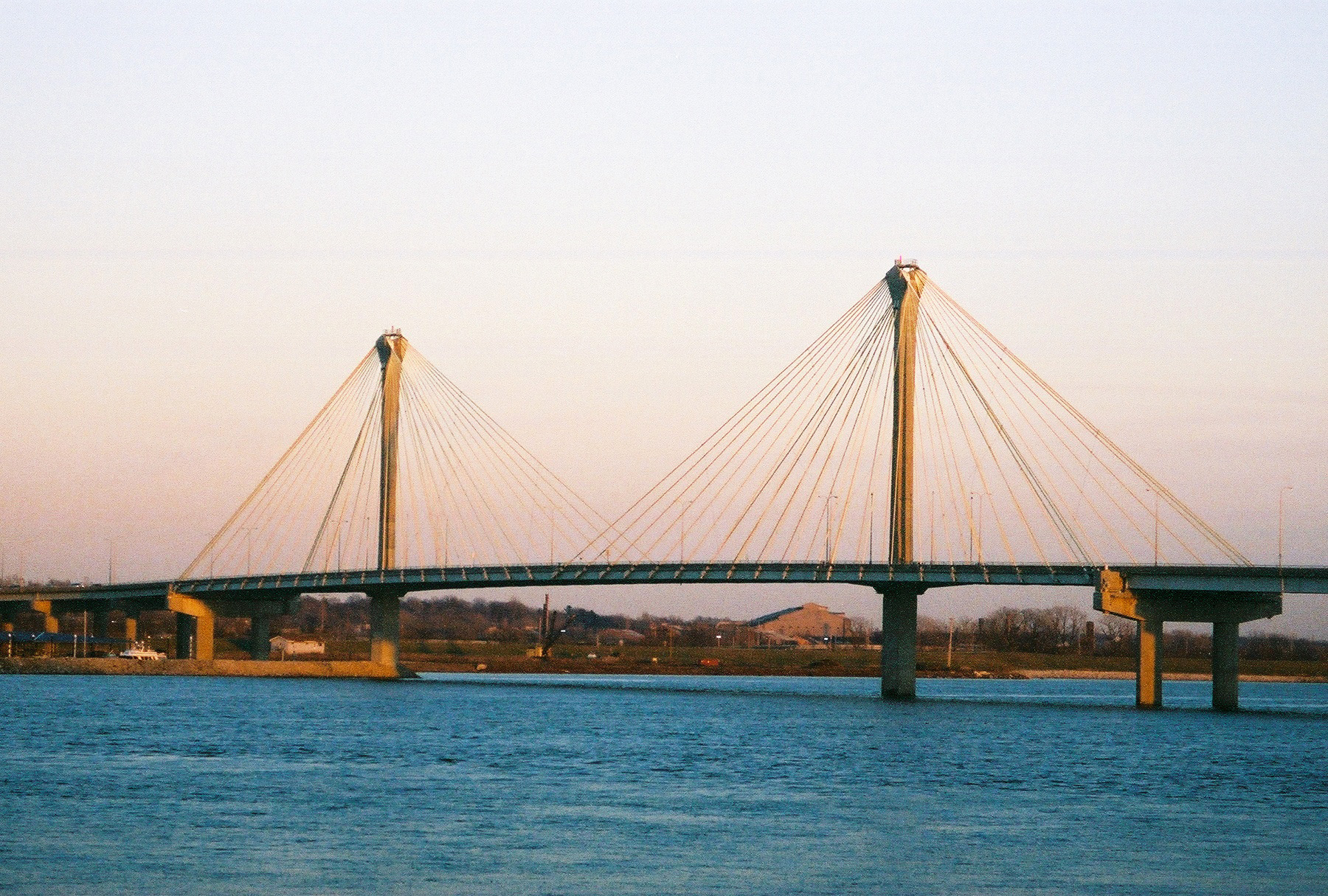
クラーク橋

- イライジャ・パリッシュ・ラヴジョイ師のモニュメント
- 北オールトンにある南軍関係者の墓地 - オールトン刑務所で亡くなった1354人の南軍兵士の記念碑[14]
- フランクリン・ホテル - 後にリンカーン・ホテルやリンカーン・ロフツの名称で知られる。エイブラハム・リンカーンがリンカーン・ダグラス論争の際に一泊している。
- Beall Mansion
- セント・ピーター・アンド・ポール・ローマン・カトリック・チャーチ[15]
- ロバート・ワドローの像
- ミーティング・オヴ・ザ・グレイト・リヴァーズ・ナショナル・シーニック・バイウェイ (Meeting of the Great Rivers National Scenic Byway)
- アーガシー・カジノ
- 国立グレイト・リヴァーズ博物館 (National Great Rivers Museum)
- オーデュボン・センター・アット・リヴァーランズ(Audubon Center at Riverlands)
- オールトン・リヴァーフロント・アンファシアター (Alton Riverfront Amphitheater)

## ゆかりのある著名人
- マイルス・デイヴィス - ジャズトランペット奏者
- イライジャ・ラブジョイ（英語版） - 奴隷制廃止主義者
- ジェームズ・アール・レイ - マーティン・ルーサー・キング・ジュニア（キング牧師）を暗殺した犯罪者
- クリスティーナ・ローマー - 25代大統領経済諮問委員会委員長を務めた経済学者
- フィリス・シュラフリー - アメリカ合衆国の保守派の著作家
- ポール・ティベッツ - 広島に原爆を投下したB-29爆撃機「エノラ・ゲイ」の機長
- ライマン・トランブル（英語版） - イリノイ州選出アメリカ合衆国上院議員でアメリカ合衆国憲法修正第13条の起草者の一人
- ロバート・ワドロー - 身長272cm で史上最も高い身長の男性
- ビールズ・ライト - 国際テニス殿堂入りした男子テニス選手、 オールトンで死去した。